# Katie Griffin
Katie Griffin é uma atriz, dubladora e cantora. Ela é bastante conhecida (nos Estados Unidos) por dublar Alex, de Três Espiãs Demais e Sailor Mars, de Sailor Moon.

## Trabalhos
- Sailor Moon - Sailor Mars
- Totally Spies! - Alex
- Team Galaxy - Yoko
- Care Bears: Journey to Joke-a-lot - Laugh-a-Lot Bear
- Desperately Seeking Santa - Sonia Moretti